# Gonzalo Queipo de Llano
 (février 2023).
Si vous disposez d'ouvrages ou d'articles de référence ou si vous connaissez des sites web de qualité traitant du thème abordé ici, merci de compléter l'article en donnant les références utiles à sa vérifiabilité et en les liant à la section « Notes et références ».
Pour les articles homonymes, voir Queipo, Queipo de Llano et Llano.
Gonzalo Queipo de Llano (5 février 1875 - 9 mars 1951) est un général espagnol. Favorable à la République jusqu'en 1936, il rejoint le camp nationaliste dès le début de la guerre d'Espagne.
Il se conduit avec une très grande brutalité pendant la guerre civile, appelant ses soldats à tuer « comme des chiens » tous les « êtres efféminés » et à conduire au peloton d’exécution, sans procès, tous les membres des organisations « marxistes ». Sur Radio Sevilla, il multiplie les appels au viol des femmes des « rouges » : « Elles sauront ce que sont des hommes et pas des pédés de miliciens, elles n’y échapperont pas, même si elles se débattent et crient », lance-t-il au début de la guerre.
Près de 45 000 personnes auraient été exécutées en Andalousie sous son autorité, selon le journal Le Monde. Ou : 3.028 personnes entre le 18 juillet 1936 et janvier 1937.

## Biographie
Gonzalo Queipo de Llano est né à Tordesillas le 5 février 1875. D'abord séminariste, il rejoint l'armée espagnole où il est cadet à l'Académie royale de cavalerie. Officier de cavalerie, il participe aux combats dans les colonies espagnoles de Cuba et du Maroc.
En 1923, Queipo de Llano atteint le rang de général de brigade. D'esprit libre, il n'hésite pas à faire part de ses critiques contre le gouvernement du dictateur Miguel Primo de Rivera. Celui-ci le relèvera de son commandement et le jettera en prison.
Libéré en 1926, Queipo de Llano n'en continue pas moins de contester le gouvernement. Il est finalement démis de l'armée en 1928.
Deux ans plus tard, Queipo de Llano prend le commandement de l'association des militaires républicains. Il est également impliqué dans le comité national révolutionnaire qui complote pour renverser la Monarchie. Avec le commandant Ramón Franco il lance le soulèvement de l'aérodrome de Cuatro Vientos, mais le complot républicain échoue, obligeant Queipo de Llano à fuir au Portugal.
Après l'exil du Roi en 1931, Queipo de Llano revient en Espagne et se voit offrir, par le gouvernement provisoire, le commandement de la 1re division militaire de Madrid. Il est plus tard nommé chef d’État major du président Niceto Alcalá-Zamora.
En février 1936, Queipo de Llano apporte son soutien au gouvernement du front populaire espagnol et, en avril 1936, est promu directeur général des douanes.
Bien que loyal au gouvernement républicain, il n'en continue pas moins à garder son indépendance d'esprit qui lui avait valu de connaître les geôles de Primo de Rivera. Il critique ainsi plusieurs aspects de la politique du gouvernement du Front Populaire, notamment sa réforme agraire, l'interdiction de la Phalange espagnole, l'autonomie accordée à la Catalogne ou encore le remplacement de Niceto Alcalá-Zamora par Manuel Azaña.
Peu de temps après, déçu et amer, Queipo de Llano rejoint la conjuration des généraux Emilio Mola, Francisco Franco et José Sanjurjo afin de renverser le gouvernement du Front Populaire et la République.
Une légende largement diffusée par l'armée franquiste et entretenue par Queipo de Llano lors de ses nombreux discours radiophoniques prétend qu'au début du soulèvement militaire le 18 juillet 1936, il aurait réussi l'exploit de prendre la ville de Séville par la ruse avec seulement 200 hommes et presque sans effusion de sang. En réalité il y eut des combats entre les troupes du coup d’État et celles restées fidèles à la République auxquelles s'étaient ajoutés des partisans des partis de gauche qui avaient pris les armes et érigé des barricades. Les conjurés purent compter sur environ 6 000 hommes et les combats furent violents[réf. nécessaire]. Entre 3 000 et 6 000 personnes furent exécutées à Séville après la prise de la ville[réf. nécessaire].
Sur les ondes de Radio-Séville, il fait des discours d'une violence extrême, où il promet la mort aux « chiens rouges » et le viol pour leurs femmes[réf. nécessaire]. Plus tard, Jacques Prévert se souvint de cet épisode pour illustrer l'un des textes de son recueil Paroles sorti en 1946
Il serait selon plusieurs historiens le responsable de l'exécution du poète Federico García Lorca, en août 1936. C'est également sous son commandement que sont fusillées les 17 Roses de Guillena.
Le 17 janvier 1937, l'armée nationaliste du sud commandée par le général Queipo de Llano lance un assaut contre Malaga. La ville tombe le 8 février, grâce à l'aide déterminante du corps expéditionnaire italien, et 5 000 partisans du Front populaire furent exécutés[réf. nécessaire], leurs terres confisquées[réf. nécessaire] et distribuées aux familles nationalistes.
À la fin de la guerre civile, il est promu lieutenant général et prend le commandement de la mission espagnole en Italie puis le commandement militaire de Séville.
Ses relations avec Franco sont réduites au minimum, d'autant plus que Queipo de Llano est hostile au rétablissement de la monarchie (1947).
Gonzalo Queipo de Llano est mort dans sa résidence près de Séville le 9 mars 1951. Son épouse est morte en 1967 à 87 ans. Ses restes reposent dans la basilique de la Macarena jusqu'en 2022, date à laquelle ils sont remis à sa famille. La présence de la dépouille d’un soldat suspecté de crimes de guerre (il n'a jamais été jugé) dans un lieu de culte avait provoqué de nombreuses controverses.

## Anecdote
La fille de Queipo de Llano avait épousé un fils du président Niceto Alcalá-Zamora. Il tenta sans succès d'obtenir le retour d'Alcalá-Zamora en Espagne après la fin de la Seconde Guerre mondiale.